# Hosenlatz

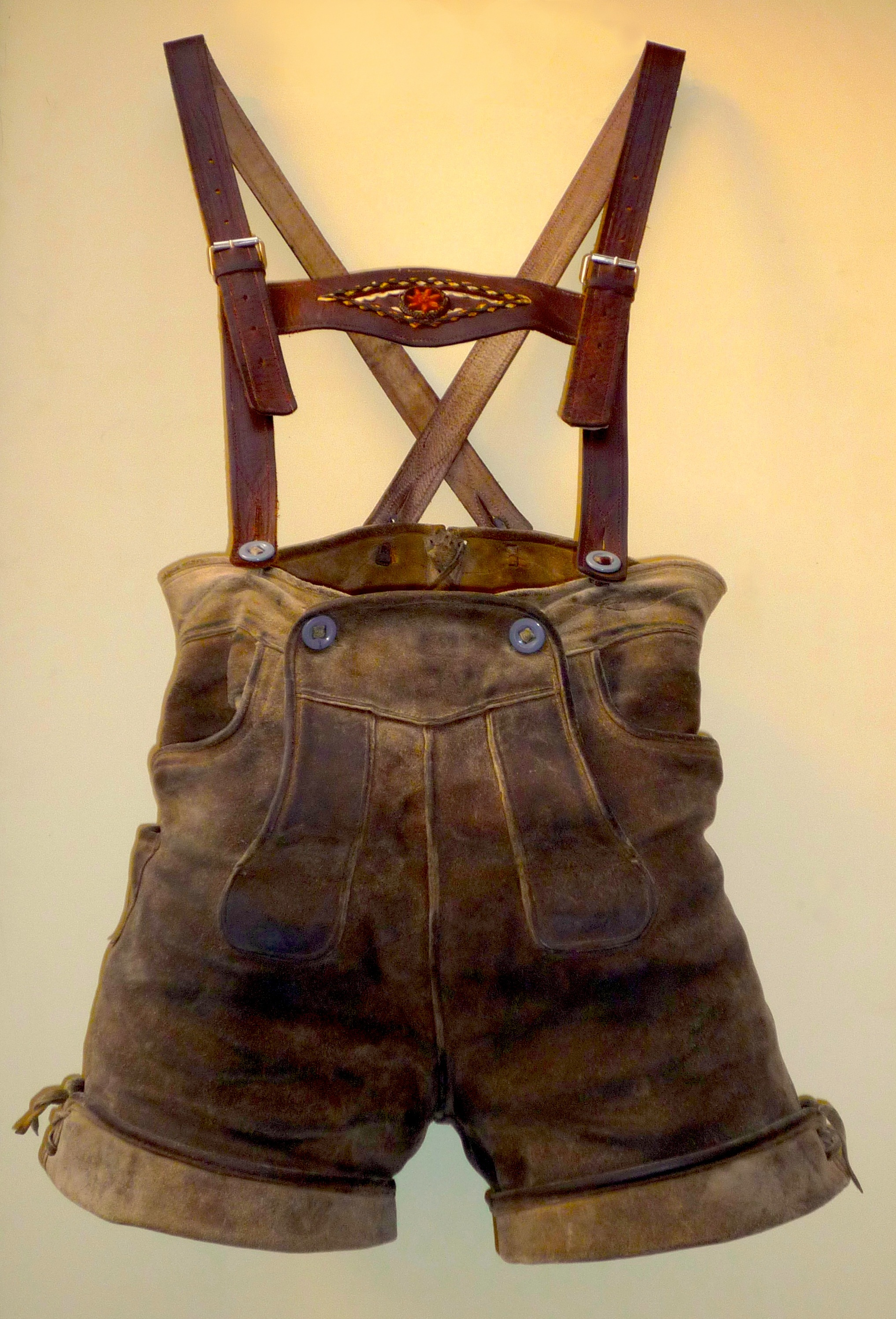
Lederhose mit Hosenlatz

Der Hosenlatz ist die in Teilen des deutschen Sprachgebietes gebräuchliche Bezeichnung für die Öffnung an der Vorderseite der Hose, die üblicherweise mit Knöpfen oder einem Reißverschluss geschlossen wird. Andere Begriffe sind Hosenfalle, Hosenladen, Hosenschlitz, Hosenstall und Hosentür; das fachsprachliche Wort der Textilbranche für die Öffnung ist Eingriff.

## Wortherkunft
Ausgangspunkt für das Wort „Hosenlatz“ war das Band oder der Riemen, mit dem der Zwischenschlitz der beiden Hosenbeine zusammengebunden wurde; mittelhochdeutsch laz bedeutete „Schnurstück am Gewand“ und stammt von altfranzösisch laz „Fessel, Schnürband“ her. Da man diese Schnürung mit einem Stück Stoff (Klappe) überdeckte, wurde der Begriff allmählich auf dieses übertragen. Hosenlätze in dieser Form gibt es nur noch bei Lederhosen und Zunfthosen. – Die Varianten Hosenfalle und Hosenladen beziehen sich ebenfalls auf diese Klappe, nur ging hier die Bedeutungsentwicklung den umgekehrten Weg, nämlich von der Klappe zur Öffnung.
Bei der Latzhose bezieht sich der Begriff „Latz“ dagegen auf das Oberteil der Hose wie bei einer Latzschürze. Sprachgeschichtlich handelt es sich um das gleiche Wort, nur hat sich die Bedeutung von „Latz“ hier noch weiter von „Schnürstück“ über „Klappe über dem Schnürstück“ bis zu „Klappe über dem Oberkörper“ verschoben.

## Geschichte

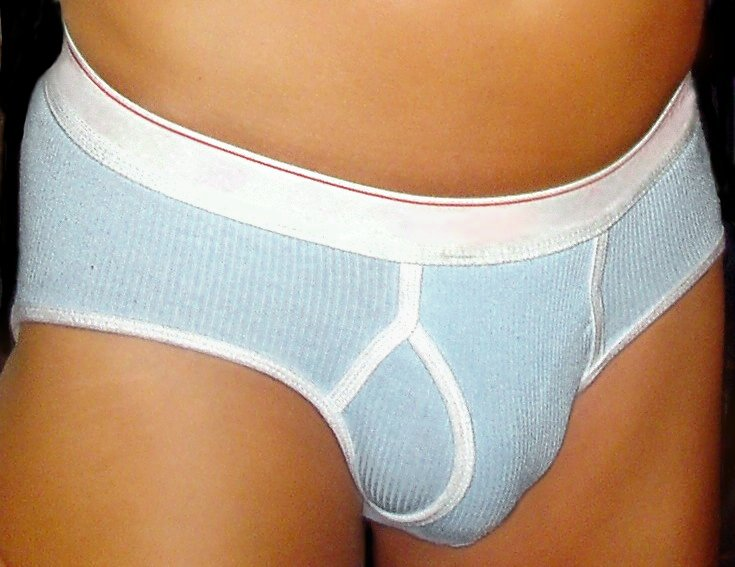
Herrenslip mit Eingriff rechts

König Heinrich VIII. von England in Prunkgewand mit Schamkapsel. Gemälde nach Hans Holbein d. Jüngeren, um 1540

Die Hosen der Germanen wurden aus mehreren Stoffteilen zusammengenäht und hatten im Schritt einen Zwickel, aber keine Öffnung. Sie wurden im Bund durch einen Gürtel zusammengehalten. Im Mittelalter wurde zunächst unter dem Übergewand die Brouche getragen, eine Art Unterhose ohne Vorderöffnung, dazu angeknöpfte Beinlinge. Diese Beinlinge wurden etwa im 14. Jahrhundert zu einer Art Strumpfhose, die zum Wams getragen wurde. Diese eng anliegende Hose hatte erstmals eine Klappe – den Hosenlatz –, vermutlich aus praktischen Gründen. Im 15. Jahrhundert wurde dieser immer größer und dekorativer gestaltet. Das führte zu einschränkenden Regeln innerhalb der mittelalterlichen Kleiderordnungen, zum Beispiel in Nürnberg um 1480: „Nachdem unter etlichen Mannspersonen eine unzüchtige und schändliche Gewohnheit entstanden ist, nämlich dass sie ihre Lätze an den Hosen ohne Not vergrößern lassen und dieselben bei Tänzen und andernorts vor ehrbaren Frauen und Jungfrauen ohne Scham bloß und unbedeckt tragen, was (...) unziemlich ist, hat der Rat beschlossen (...), daß fürderhin ein jedes Mannsbild (...) seinen Latz an den Hosen nicht bloß, unbedeckt oder sichtbar tragen darf.“

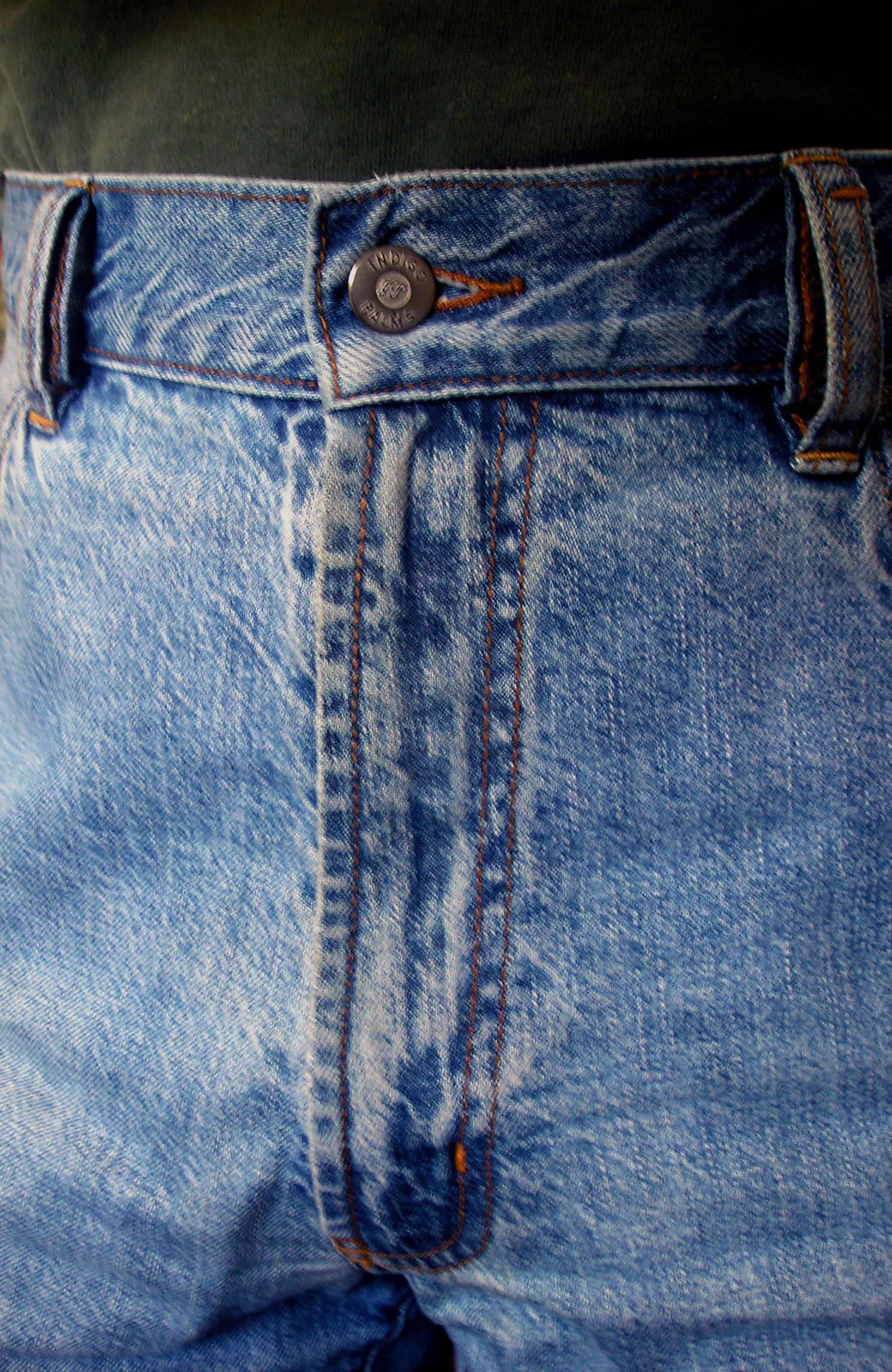
Latz einer Jeans.

Doch im 16. Jahrhundert setzte sich die Tracht der Landsknechte durch, mit kurzen weiten Hosen und deutlich betontem Hosenlatz, der zudem noch ausgestopft wurde in Form einer so genannten Schamkapsel, um das Geschlechtsteil zu betonen und den Blick darauf zu lenken. Der Adel übernahm diese Mode, die auch vom Bürgertum nachgeahmt wurde. Die bevorzugte Hosenform zu dieser Zeit war die gepolsterte kurze Heerpauke. Nach 1600 verschwand die Schamkapsel allmählich, mäßig weite Pluderhosen kamen auf. Erstmals wurde der Hosenschlitz mit dekorativen Zierknöpfen versehen. Zur Zeit des Rokoko trug der Adel eng anliegende Kniehosen mit geknöpftem Hosenschlitz. Um 1750 trat dann in Frankreich der breite Hosenlatz an die Stelle des Schlitzes, eine auffällige Klappe, die am Bund mit zwei Knöpfen geschlossen wurde. Betont wurde sie von Höflingen oft noch durch das Tragen von klingenden Berlocken am Hosenbund.
Nach 1800 wurde die Herrenmode allmählich sachlicher und schlichter, mit dem Ende der Dandy-Mode verschwanden auffällige Dekorationselemente fast völlig. Der vordere Hosenverschluss war nun rein funktionell und wird seit der Mitte des 19. Jahrhunderts mit einer Stoffleiste verdeckt.